# Трофологія
Трофологія (від дав.-гр. τροφή — «живлення» + λόγος — «наука») — наука про їжу та харчування. За канадським словником чужомовних слів і термінів Павла Штепи  українським відповідником трофології є термін «харчознавство».. Фармацевтична енциклопедія згадує трофологію як синонім лікувального харчування.
В Україні під трофологією часто мають на увазі міждисциплінарну науку, що знаходиться на стику насамперед біології та медицини.[джерело?] Втім, у світовій медичній літературі наука трофологія невідома[уточнити термін] за межами декількох десятків російськомовних наукових статей.
В англомовній літературі трофологія (англ. trophology) — це методика так званого роздільного харчування, поширена в альтернативній медицині. Раніше з кінця XIX століття означало науку про харчування, дієтологію, втім на початку XXI століття в цьому значенні практично не використовується. 

## Трофологія в Росії та Україні
У 1980-х роках російський радянський фізіолог Олександр Уголєв оголосив про заснування трофології як науки про харчування, трофічні зв'язки і сукупність процесів асиміляції їжі на всіх рівнях організації живої матерії (від клітинного до біосферного) Предметом вивчення трофології послідовники Уголєва визначили закономірності асиміляції (добування, прийом, переробка та надходження у внутрішнє середовище організму) життєво необхідних харчових речовин, а також характеристику їх властивостей, розподіл і обмін між різними біологічними структурами та системами. Уголєвим також було створено «теорію адекватного харчування» та «теорію універсальних елементарних функціональних блоків», а також він використовував дані еволюційної фізіології.. 
В Україні вчення Уголєва розвиває провідний науковий співробітник кафедри інтегрованого захисту та карантину рослин Національного університету біоресурсів і природокористування Сергій Вигера. Він вважає трофологію частиною більш глобальної науки — «вітатеррології».